# Hulk, Thor ellen
A Hulk, Thor ellen (eredeti cím: Hulk Vs. Thor) 2009-ben bemutatott amerikai 2D-s számítógépes animációs film, amelynek a rendezői Frank Paur és Sam Liu, az írói Craig Kyle és Christopher Yost, a producere Kevin Feige, a zeneszerzője Guy Michelmore. A mozifilm a Lionsgate Home Entertainment gyártásában készült. Műfaját tekintve kalandfilm.
Amerikában 2009. január 13-án mutatták be, Magyarországon pedig 2013-ban mutatta be a Digi Film.

## Szereplők
| Szereplő     | Eredeti hang        | Magyar hang     |
| ------------ | ------------------- | --------------- |
| Hulk         | Fred Tatasciore     | Dévai Balázs    |
| Bruce Banner | Bryce Johnson       | Dévai Balázs    |
| Thor         | Matthew Wolf        | Seder Gábor     |
| Loki         | Graham McTavish     | Kárpáti Levente |
| Sif          | Grey DeLisle        | Solecki Janka   |
| Amora        | Kari Wahlgren       | Sallai Nóra     |
| Hela         | Janyse Jaud         | Bertalan Ágnes  |
| Volstagg     | Jay Brazeau         | Albert Péter    |
| Fandral      | Jonathan Holmes     | Lux Ádám        |
| Hogun        | Paul Dobson         | Gubányi György  |
| Balder       | Michael Adamthwaite | Sótonyi Gábor   |
| Odin         | French Tickner      | Szokolay Ottó   |